# Нефрит (захворювання)
Нефри́т (лат. nephritis, від дав.-гр. νεφρός — «нирка» + -itis — суфікс, що означає «запалення») — первинне запалення нирок на імунній основі з пошкодженням усього нефрону.
Нефрит поділяється на гострий і хронічний в залежності від тривалості проявів.
При ушкодженні гломерул говорять про гломерулонефрит, тубулоінтерстиційної тканини — про тубулоінтерстиційний нефрит (при абактеріальному характері останнього діагностують інтерстиційний нефрит, виявленні бактеріального агента — пієлонефрит). Загальне ушкодження нефрону (гломерул і тубулоінтерстиція) фігурує в діагнозі як гломерулонефрит із тубулоінтерстиційним компонентом.

## Клінічні ознаки
- Первинними проявами є стомлення, зниження апетиту, головні болі, іноді тупий біль в області попереку.
- У разі гострого перебігу хвороби виникає набряклість і невелике підвищення температури тіла. Шкіра стає блідою, особливо це стосується шкіри обличчя.
- Зменшення виділення сечі — ще один поширений симптом нефриту. Сеча звичайно каламутна або з червонуватим відтінком.

При бактерійних нефритах клінічна картина відповідає такій, як при гострому пієлонефриті.

## Ускладнення
Зазвичай на тлі своєчасного початку лікування гострий нефрит проходить через один-два місяці. При хронічному нефриті можуть залишатися незворотні органічні зміни зі зниженням функції нирок і розвитком хронічної ниркової недостатності. Диспансерне спостереження триває не менше 5 років, необхідний періодичний контроль аналізів крові та сечі.